# Chormusik
Chormusik ist Vokalmusik, die als Chorlied von einem Chor gesungen wird. Chormusik kann einstimmig oder mehrstimmig sein, entweder mit instrumentaler Begleitung oder a cappella (ohne eigenständige Begleitung).
Chöre im heutigen Sinne, also große, oft mit Laien besetzte Gesangsgruppen, gibt es erst seit dem 19. Jahrhundert. Die vor dem Spätbarock entstandene Vokalmusik ist nach heutigen musikwissenschaftlichen Erkenntnissen meist solistisch aufgeführt worden, sie gilt heute aber durch die spätere Aufführungstradition ebenfalls als „Chormusik“.
2014 wurde die Chormusik in Amateurchören von der Deutschen UNESCO-Kommission in das bundesweite Verzeichnis des immateriellen Kulturerbes aufgenommen.

## Mittelalter
Bereits in der Spätantike entstand eine Art des Vortrags und des gemeinsamen Gesangs bestimmter Texte der lateinischen Messe, die immer mehr bestimmte einstimmige Melodien mit bestimmten Texten verknüpfte. Unter Papst Gregor I. wurden diese Gesänge gesammelt und zum heute so genannten gregorianischen Choral kanonisiert (Gregorianik).
Aus der ursprünglich reinen Einstimmigkeit entwickelte sich im Lauf des frühen Mittelalters durch Oktavführung, später auch Quint- und Quartparallelführung (Organum) die erste Mehrstimmigkeit. Die reine Parallelführung wurde später aufgegeben, die zeitlich gleiche Einteilung der Musik blieb aber noch eine Zeit lang erhalten.
Weil sich die einzelnen Stimmen auch rhythmisch voneinander emanzipierten, wurden verschiedene Systeme der Notation notwendig. Auf ein erstes „Modalsystem“, das noch stark an die antiken Versmaße angelehnt war, folgte gegen 1280 mit der Ars antiqua ein erstes Mensuralsystem, in dem die Tondauern durch Zahlen charakterisiert waren, welche die Verhältnisse der Notenwerte untereinander angaben. Im 14. Jahrhundert brachte die Ars nova weitere Neuerungen und Verfeinerungen des metrischen Systems, aber auch neue Gattungen und Formen. Den Abschluss der Epoche bildete die Ars subtilior, welche die Verfeinerung und Komplizierung auf die Spitze trieb, bis sich mit dem Beginn des 15. Jahrhunderts ein völlig neuer Stil durchsetzte.
Die Stimmaufteilung war damals noch eine völlig andere als heute. Hauptstimme war der Tenor, dem als Gegenstimme ein Contratenor gegenübergestellt wurde. Dazu kam meist eine tiefere Bassstimme. Höhere Stimmen wurden als Cantus oder Diskant(us) bezeichnet, auch die Stimmbezeichnung Alt(us) bedeutete, abgeleitet von lat. altus „hoch“, ursprünglich eine hohe Männerstimme.

## A-cappella-Stil der Renaissance
Guillaume Du Fay, in der frühen Epoche der franko-flämischen Musik, schrieb bereits komplett textierte dreistimmige Sätze. In der Sammlung Frische teutsche Liedlein (1539–1556), die beispielsweise das Lied Innsbruck, ich muss dich lassen von Heinrich Isaac enthält, finden sich erstmals mehrstimmige A-cappella-Sätze.
In der Renaissancemusik bedeutete a cappella keineswegs, dass keine Instrumente verwendet werden durften. Gemeint war eher, dass alle Stimmen vollständig textiert waren, so dass keine Instrumente notwendig waren, um den Satz adäquat zu besetzen. Hauptvertreter dieser Musikform waren die „Spätniederländer“ Giovanni Pierluigi da Palestrina (1525–1594) und Orlando di Lasso (1534–1594). Die Musik diente hier vor allem als Mittel zur Textgestaltung.
Im Laufe des 16. Jahrhunderts ermöglichte die Mehrchörigkeit neue klangliche Erfahrungen durch Gegenüberstellung mehrerer Chöre im Raum. Ende des 16. Jahrhunderts wurde der Chor zunehmend funktional, vor allem in der Oper.

## Entwicklung im deutschsprachigen Raum

### Reformationszeit
Etwas älter als der A-cappella-Satz ist das instrumental begleitete Tenorlied. Ein Meister dieser Form war Ludwig Senfl (1486–1543/44). Das Tenorlied bestand aus einer textierten Melodie, einem cantus firmus, zu dem als komplexer instrumentaler Kontrapunkt ein deutlich tiefer erklingender Bass sowie zwei Oberstimmen hinzutraten. Gelegentlich war es möglich, auch die Instrumentalstimmen zu textieren.
Diese Form nutzten die Komponisten der Reformationszeit für ihre erbaulich-weltlichen Gesänge. Sie bestanden ebenfalls aus einem cantus firmus, zu dem weitere Stimmen traten, jetzt nicht mehr instrumentale, sondern vollkommen textierte. Hauptvertreter dieser Richtung war der Luther-Intimus Johann Walter (1496–1570), der auch als Gründer der Dresdner Hofkapelle gilt.

### Barock
Im Barock trafen mehrere musikalische Entwicklungen zusammen, die diese Zeit insgesamt zu einem Höhepunkt der Vokalmusik machten. Besonders die evangelische Kirchenmusik erlebte eine Blüte.
Im Vordergrund des Früh- und Hochbarock stand die Weitergabe religiöser Inhalte sowie die Vereinigung verschiedener Nationalstile (Italien, Frankreich). Vertreter sind unter anderen Heinrich Schütz (Geistliche Chormusik), Michael Praetorius, Johann Hermann Schein und Claudio Monteverdi.
Es erfolgte eine radikale Änderung der Tonsprache, verursacht vom veränderten Umgang mit dem Text: War dieser früher, wenn überhaupt, eher symbolisch ausgedeutet worden, verdeutlichte man nun seinen Affektgehalt mit den Wort-Ton-Figuren einer musikalischen Rhetorik.
Die wichtigste Neuerung des Hochbarock war, dass dem Vokalchor nun erstmals ein selbstständig agierendes Orchester gegenübergestellt wurde. Es entstanden die neuen Form der Kantate und des Oratoriums (mit oft weitreichenden Sologesangs-Abschnitten), dagegen rückte die Motette in den Hintergrund. Zu den heute bekanntesten Vertretern dieser Zeit zählen Johann Sebastian Bach, Georg Philipp Telemann und Georg Friedrich Händel.
Zudem war das Spätbarock gleichsam die „Wiege“ unseres heutigen Chorverständnisses. Während bei Praetorius Einzelstimmen je nach Bedarf, Geschmack und Möglichkeiten noch solistisch, chorisch oder instrumental besetzt werden konnten, rechnete man nun mit einem festen Chorensemble im heutigen Sinne, auch wenn diese in der Regel noch recht klein waren (überliefert sind etwa 12 Sänger bei Bach).

### Klassik
In der Wiener Klassik hatte vor allem die weltliche Chormusik eine geringe Bedeutung, da im 18. Jahrhundert die Instrumentalmusik in den Blickpunkt rückte. Allerdings gibt es auch eine ganze Reihe von Opern, in denen der Chor eine Rolle spielt.
Joseph Haydn, Wolfgang Amadeus Mozart, Franz Schubert und Ludwig van Beethoven komponierten weiterhin anspruchsvolle und umfangreiche Messen und Oratorien für Chor und Orchester.

### Romantik
Die Chormusik der Romantik war durch die Gattungen Chorlied und Oratorium geprägt.
Während die Kirchenmusik an Bedeutung verlor, entstanden viele weltliche Chorlied-Kompositionen, zum Beispiel durch Felix Mendelssohn Bartholdy, Carl Friedrich Zelter, Friedrich Silcher, Anton Bruckner und Johannes Brahms. Zum Teil orientierten sich diese Chorlieder in der Melodieführung am Volkslied, in dem die Romantiker Natürlichkeit und Reinheit sahen. Silcher komponierte seine Chorlieder als Volkslieder. Am Ende des 19. Jahrhunderts kam es zu einer massenhaften Gründung von Gesangvereinen.
Die bürgerlichen Chorvereinigungen – ausgehend von der ersten bürgerlichen gemischten Chorvereinigung Sing-Akademie zu Berlin (gegr. 1791) – Vorläufer der heutigen Philharmonischen Chöre, stellten Chöre in einer Größenordnung zur Verfügung, die der Kombination mit den vergrößerten symphonischen Orchestern gewachsen waren. Dies nutzten Komponisten wie Giuseppe Verdi, Max Reger, Johannes Brahms, Anton Bruckner, Felix Draeseke und Richard Wagner. Die Normalgröße eines Chors stieg auf etwa 70 bis 120 Sänger. Größere Besetzungen von 300 bis 500 Sängern, wie beispielsweise bei Gustav Mahler, Hector Berlioz, Mendelssohn oder Arnold Schönberg (Gurre-Lieder) sind zwar prominente Ausnahmen, waren allerdings auch nicht selten und daher für größere Aufführungen durchaus realistisch.
Die Vergrößerung der Chöre hatte auch Auswirkungen auf die Satzstruktur: Die Polyphonie trat in den Hintergrund; ausschweifende Harmonik und extreme Dynamik waren vorrangig. Darüber hinaus gab es nun vermehrt Chorbesetzungen, in denen mehrere oder gar alle Stimmlagen doppelt vertreten waren. Ferner bildeten sich der Frauenchor und der Männerchor heraus.
Im Bereich der geistlichen Musik setzte sich neben Kompositionen mit Orchester auch wieder die A-cappella-Kompositionsweise durch. Ausgehend von Louis Spohrs Messe op. 54 und seinen 3 Psalmen op. 85 über die A-cappella-Kompositionen Mendelssohn Bartholdys spannt sich der Bogen über Bruckners (von Bläsern begleitete) e-Moll-Messe, Brahms’ geistliche Motetten, das Ave Maria Verdis, Draesekes späte A-cappella-Messen bis hin zu den Motetten Regers, die bereits an der Schwelle zur Moderne stehen. Kennzeichnend für viele dieser Kompositionen ist ein Rückgriff auf barocke Formen. Den „Besetzungsrekord“ im A-cappella-Bereich dieser Epoche hält übrigens Mendelssohns Motette hora est, in der jede Stimmlage vierfach vertreten ist.
Im Bereich der Chormusik mit Orchester sind vor allem Mess- und Requiem-Kompositionen, aber auch in vermehrtem Maß Oratorien und konzertant aufführbare Werke zu verzeichnen. Während die Messkompositionen Schuberts und Carl Maria von Webers noch deutlich von der Klassik geprägt waren, waren für spätere Messkompositionen etwa von Anton Bruckner und Robert Schumann deutlich barocke Vorbilder mit prägend. Insgesamt gingen die Messkompositionen in der Romantik deutlich zurück, was vor allem darauf zurückzuführen ist, dass die Kompositionen technisch und bezüglich der Besetzungsstärke immer aufwändiger wurden, was ihre liturgische Verwendung erschwerte.
Eine wichtige Rolle spielten Chöre auch in den oratorischen Werken der Romantik. Diese Werke kamen dem bürgerlichen Musikbetrieb entgegen. Sie waren konfessionell nicht gebunden und konzertant aufführbar. Bedeutende Werke sind Spohrs Oratorien Des Heilands letzte Stunden und Die letzten Dinge, Mendelssohns Oratorien Paulus und Elias, Carl Amand Mangolds Abraham (1860) und Albert Lortzings Die Himmelfahrt Jesu Christi. Auch Brahms’ Deutsches Requiem und Josef Rheinbergers Christoforus gehören dieser Kategorie an.
Auch in den verschiedenen nationalen Schulen entstanden oratorische Werke mit Chor. Hier sind etwa John Stainers The Crucifixion, Hector Berlioz’ Te Deum (1848) und sein Requiem Grande messe des morts (1837), das den üblichen Rahmen liturgischer Feiern sprengt und daher auf eine oratorische Aufführung angewiesen ist, zu nennen. In diesem Zusammenhang wichtig sind auch Antonín Dvořáks Stabat Mater op. 58, sein Requiem op. 98 und seine Heilige Ludmilla op. 71. Auch Edward Elgars The Dream of Gerontius op. 38 ist noch dieser Kategorie zuzuordnen.
Relativ selten blieb die Verwendung von Chören in Sinfonien. Trotz oder wegen Beethovens 9. Sinfonie op. 125 blieben Sinfonien mit Chören relativ selten. Franz Liszts Faust-Sinfonie in drei Charakterbildern für Chor und Orchester (1857) und seine Sinfonie zu Dantes Divina Commedia mit Frauenchor (Dante-Sinfonie, 1855–1856) blieben neben Felix Mendelssohn Bartholdys Lobgesang bis zu Gustav Mahlers Sinfonien die einzigen prominenten Beispiele (siehe auch Sinfoniekantate).
Eine besondere Rolle spielte in der Chormusik der Romantik der Cäcilianismus. Er spiegelte das Bestreben im Bereich der katholischen Kirche wider, zu reineren und klareren Formen der geistlichen Musik zurückzufinden, die dem liturgischen Rahmen gemäßer waren als die oft als überladen und protestantisch empfundenen neobarocken Formen der Romantik. Dies sollte durch eine Rückwendung zu einem allerdings häufig falsch verstandenen „Palestrinastil“ erreicht werden.

### Moderne
Nach dem Ersten Weltkrieg verfolgte man zwei Wege, um sich bewusst – zeitgeschichtlich motiviert – von der Romantik abzugrenzen. Zum einen den Weg der musikalischen Avantgarde mit atonalen und zwölftonalen Kompositionsformen, die sich allerdings im Chorbereich nie richtig durchsetzen konnten. Dennoch wurden vereinzelte Chorwerke von hohem Rang zum Beispiel von Anton Webern, Arnold Schönberg, Ernst Krenek, Hanns Eisler und Luigi Dallapiccola geschaffen.
Andere Komponisten orientierten sich eher an den musikalischen Prinzipien vergangener Jahrhunderte, so auch an der Renaissancemusik; diese Kompositionsrichtung wird Neoklassizismus genannt.
Neben der Wiederentdeckung „alter Meister“ wie Heinrich Isaac, Orlando di Lasso, Leonhard Lechner, Giovanni Giacomo Gastoldi, Giovanni Pierluigi da Palestrina, Heinrich Schütz und Johann Sebastian Bach komponierten unter anderem Hugo Distler, Ernst Pepping, Paul Hindemith, Kurt Hessenberg, Johann Nepomuk David, Franz Tischhauser, Günter de Witt und Volker Gwinner neue Werke.
Der Rückgriff auf alte Satztechniken ist dabei nicht das wichtigste stilbildende Moment dieser Komponisten, tatsächlich gehören viele Kompositionen einer gemäßigten musikalischen Moderne an. Gerade in der Chormusik griffen auch andere Komponisten auf ältere musikalische Traditionen zurück. So verbanden etwa Igor Strawinski in seiner Psalmensinfonie, Sergei Rachmaninow in der Liturgie des hl. Chrysostomus op. 31 und im Großen Abend- und Morgenlob op. 37, Carl Orff in den Carmina Burana, Leoš Janáček in der Glagolitischen Messe und Francis Poulenc und Maurice Duruflé in ihren Motetten Elemente ihrer jeweiligen Traditionen mit Mitteln der musikalischen Moderne.

### Populärmusik seit dem ausgehenden 20. Jahrhundert
Darüber hinaus ist eine deutliche Bewegung zur populären Musik und ihren typischen Stilistiken zu erkennen; es entwickeln sich neue Chorgattungen wie Gospelchor, Pop- oder Jazzchor. Noch nicht abschließend geklärt ist die Frage, wie man mit einer chorischen Laienbesetzung diese Stilistiken überhaupt authentisch darstellen kann. Hierbei gibt es zwei Lösungsansätze: Entweder man benutzt ausgefeilte Arrangements (meist technisch sehr anspruchsvoll), oder man reduziert den Chor funktional auf Backgroundgesang bei gleichzeitiger Verwendung von Solisten und Band (Contemporary Black Gospel). Vokalimprovisation (z. B. Scat) ist im chorischen Bereich in Deutschland sehr selten anzutreffen. Im kirchenmusikalischen Bereich versuchen verschiedene Komponisten, populäre Stile (vor allem Swing und Jazz) mit „klassischen“ Elementen zu kombinieren. Die bekanntesten Vertreter dieser Richtung sind Ralf Grössler sowie Johannes Matthias Michel.
Der Bereich der chorischen Popularmusik ist zu den solistisch besetzen Vokalensembles schwierig abzugrenzen, die sich im Bereich Barbershop, Comedy, Folklore, Musiktheater und Varieté immer größerer Beliebtheit erfreuen. Im Ganzen ist sowohl bei Vokalensembles wie Chören eine Spezialisierung bei gleichzeitiger Kommerzialisierung erkennbar.

## Entwicklung in Europa
Die Entwicklung im deutschsprachigen Raum ist seit dem Frühbarock prägend für das gesamte Mitteleuropa; Einflüsse sind bis nach Skandinavien und Amerika zu beobachten. Von daher verlief die musikalische Entwicklung der Chormusik in den anderen europäischen Ländern sehr ähnlich wie der im deutschsprachigen Raum. Dieses änderte sich deutlich mit der gesellschaftlichen und politischen Situation etwa Anfang des 20. Jahrhunderts.
Im Gegensatz zum deutschsprachigen Raum hatte man in anderen Ländern die Möglichkeit, aus der Spätromantik hinaus einen fließenden Übergang in die zeitgenössische Chorliteratur zu finden; etliche Länder (u. a. Frankreich, England, USA) haben dabei mittlerweile eine Art „Nationalstil“ entwickelt; auffällig ist hier vor allem die Übernahme folkloristischer und populärer Elemente.

### England
Ab Mitte des 18. Jahrhunderts bildete sich – ausgehend von der ununterbrochenen Pflege des liturgischen Chorgesanges (siehe auch: Evensong) – in England die Gattung Chor und Orgel heraus, die erst sehr viel später in Frankreich und Deutschland übernommen wurde. Hierbei ist je nach Anlass und Möglichkeiten der Chorpart schlicht und einfach (oft auch geringstimmig) gehalten (Edward Elgar), kann aber durchaus auch sinfonische Ausmaße annehmen (Charles Villiers Stanford). Charakteristisch ist der umfangreiche und oft orchestral ausgeprägte Orgelpart, der deutlich über eine Continuobegleitung hinausgeht. Englische Orgeln haben daher auch oft ein eigenes Begleitmanual namens Choir.
Darüber hinaus ist neben den gemischten Chören die Tradition der Knaben- und Männerchöre noch sehr weit verbreitet und gepflegt.

### Frankreich
Komponisten wie Maurice Ravel, Gabriel Fauré und Claude Debussy leiteten ab Mitte des 19. Jahrhunderts einen allgemeinen musikalischen Umschwung in Frankreich ein, auch unter Bezugnahme auf barocke französische Komponisten wie François Couperin und Jean-Philippe Rameau. Schwerpunktgattungen waren das Klavierlied, die Kantate und das Orchesterlied, stilistisch war der Impressionismus ausschlaggebend. Die Weltausstellung Paris 1855 förderte weiterhin eine Einflussnahme durch russische, arabische und asiatische Musik. Dies äußerte sich auch in der Chormusik durch neue harmonische Skalen und teilweise ungewöhnliche Stimmbehandlung (Vocalisen, perkussive Elemente).
In der Kirchenmusik kam es Anfang und Mitte des 20. Jahrhunderts zu einer deutlichen Rückbesinnung auf die Gregorianik bei gleichzeitiger Weiterentwicklung der Harmonik. Zu nennen sind hier vor allem Maurice Duruflé, Francis Poulenc und Jean Langlais.

## Außereuropäische Entwicklung

### USA
Die USA als Einwandererland waren schon immer von der europäischen Kunstmusik beeinflusst; erhalten hat sich im Bereich der Chormusik vor allem die romantische Epoche, deren Literatur sowie Ideen noch bis heute gepflegt werden.

Anfang des 20. Jahrhunderts gab es deutliche Bestrebungen, eine eigene, selbstständige musikalische Kultur zu entwickeln. Der erste Versuch durch die Berufung von Antonín Dvořák nach New York schlug allerdings insofern fehl, als sein Schaffen nicht den USA zugeschrieben wurde. Erst mit Komponisten wie George Gershwin, Leonard Bernstein und Duke Ellington gelang den USA etwa in den 1930er Jahren der internationale Durchbruch in der Kunstmusik, auch wenn dieses nur indirekt auf die Chormusik Einfluss hatte. Erst in den 1940er/50er Jahren entwickelte sich langsam die Gattung Jazzchor, indem Kompositionstechniken der Bigband auf den vokalen Bereich übertragen wurden. Im Bereich des Arrangements für Jazz- und Popchöre sind die USA auch heute noch führend.
In der Kirchenmusik stand vor allem die Pflege und Weiterentwicklung der Romantik im Vordergrund, die allerdings aus europäischer Sicht in einer schon fast patriotischen Überfremdung gipfelt.

## Chormusik-Ausgaben und -Sammelwerke (Auswahl)
- Glogauer Liederbuch, 1480.
- Das Chorwerk, ab 1929.
- Ars Musica (Chorbuch), ab 1962.

### Chormusikführer
- Heribert Allen, Hans Gebhard, Reinhold Siebert (Hrsg.): Chorsinfonik Werkkunde (= Schriftenreihe des Verbandes Deutscher Konzertchöre. Band 3). 4. Auflage. VdKC, Weimar 2017, ISBN 978-3-929698-04-6.
- Hans Gebhard (Hrsg.): Harenberg Chormusikführer. 2. Auflage. Harenberg, Dortmund 2001, ISBN 3-611-00817-6 (übernommene Ausgabe: Bibliographisches Institut, Mannheim 2004, ISBN 3-411-76111-3).
- Silke Leopold, Ullrich Scheideler: Oratorienführer. Metzler, Stuttgart 2000, ISBN 3-476-00977-7.
- Werner Oehlmann, Alexander Wagner: Reclams Chormusik- und Oratorienführer. 8. Auflage. Reclam, Stuttgart 2003, ISBN 3-15-010550-1.
- Kurt Pahlen: Oratorien der Welt. Heyne, München 1987, ISBN 3-453-00923-1.
- Bernd Stegmann (Hrsg.): Handbuch der Chormusik. 800 Werke aus sechs Jahrhunderten. Bärenreiter/Metzler, Kassel/Berlin 2021, ISBN 978-3-7618-2342-2.
- Erich Valentin: Handbuch der Chormusik. Berichtigte Neuauflage (zuerst erschienen 1953, 1958). 2 Bände. Gustav Bosse, Regensburg 1968, DNB 551031883.
- Michael Wersin: Reclams Führer zur lateinischen Kirchenmusik. Reclam, Stuttgart 2006, ISBN 3-15-010569-2.

### Textausgaben
- Paul-Gerhard Nohl: Lateinische Kirchenmusiktexte. 4. Auflage. Bärenreiter, Kassel 2006, ISBN 3-7618-1249-3.